# Gran Premio motociclistico d'Australia 2001
Il Gran Premio motociclistico d'Australia 2001 corso il 14 ottobre, è stato il quattordicesimo Gran Premio della stagione 2001 e ha visto vincere nella classe 500 la Honda di Valentino Rossi, nella classe 250 la Honda di Daijirō Katō e nella classe 125 la Derbi di Yōichi Ui.
Al termine della gara viene matematicamente assegnato il titolo iridato della classe 500, conquistato da Valentino Rossi.

## Classe 500

### Arrivati al traguardo
| Pos | Nº | Pilota                   | Squadra                    | Motocicletta | Giri | Tempo     | Griglia | Punti |
| --- | -- | ------------------------ | -------------------------- | ------------ | ---- | --------- | ------- | ----- |
| 1   | 46 | Valentino Rossi          | Nastro Azzurro Honda       | Honda        | 27   | 42:22.383 | 2       | 25    |
| 2   | 3  | Max Biaggi               | Marlboro Yamaha            | Yamaha       | 27   | +0.013    | 1       | 20    |
| 3   | 65 | Loris Capirossi          | West Honda Pons            | Honda        | 27   | +0.581    | 6       | 16    |
| 4   | 4  | Alex Barros              | West Honda Pons            | Honda        | 27   | +0.714    | 3       | 13    |
| 5   | 11 | Tōru Ukawa               | Repsol YPF Honda           | Honda        | 27   | +1.288    | 8       | 11    |
| 6   | 19 | Olivier Jacque           | Gauloises Yamaha Tech 3    | Yamaha       | 27   | +2.534    | 5       | 10    |
| 7   | 56 | Shin'ya Nakano           | Gauloises Yamaha Tech 3    | Yamaha       | 27   | +2.579    | 9       | 9     |
| 8   | 41 | Noriyuki Haga            | Red Bull Yamaha WCM        | Yamaha       | 27   | +2.582    | 11      | 8     |
| 9   | 15 | Sete Gibernau            | Telefonica Movistar Suzuki | Suzuki       | 27   | +2.832    | 4       | 7     |
| 10  | 17 | Jurgen van den Goorbergh | Proton TEAM KR             | Proton KR    | 27   | +19.443   | 15      | 6     |
| 11  | 28 | Àlex Crivillé            | Repsol YPF Honda           | Honda        | 27   | +20.000   | 13      | 5     |
| 12  | 14 | Anthony West             | Dee Cee Jeans Racing       | Honda        | 27   | +20.303   | 16      | 4     |
| 13  | 6  | Norick Abe               | Antena 3 Yamaha-d'Antin    | Yamaha       | 27   | +21.043   | 10      | 3     |
| 14  | 12 | Haruchika Aoki           | Arie Molenaar Racing       | Honda        | 27   | +21.360   | 17      | 2     |
| 15  | 1  | Kenny Roberts Jr         | Telefonica Movistar Suzuki | Suzuki       | 27   | +29.738   | 12      | 1     |
| 16  | 7  | Carlos Checa             | Marlboro Yamaha            | Yamaha       | 27   | +30.023   | 7       |       |
| 17  | 16 | Johan Stigefelt          | Sabre Sport                | Sabre V4     | 27   | +1:18.349 | 19      |       |
| 18  | 21 | Barry Veneman            | Dee Cee Jeans Racing       | Honda        | 27   | +1:24.773 | 21      |       |
| 19  | 9  | Leon Haslam              | Shell Advance Honda        | Honda        | 27   | +1:24.848 | 20      |       |
| 20  | 18 | Brendan Clarke           | Shell Advance Honda        | Honda        | 26   | +1 giro   | 22      |       |

### Ritirati
| Nº | Pilota            | Squadra                 | Motocicletta | Giri | Griglia |
| -- | ----------------- | ----------------------- | ------------ | ---- | ------- |
| 5  | Garry McCoy       | Red Bull Yamaha WCM     | Yamaha       | 18   | 14      |
| 10 | José Luis Cardoso | Antena 3 Yamaha-d'Antin | Yamaha       | 6    | 18      |

## Classe 250

### Arrivati al traguardo
| Pos | Nº | Pilota             | Squadra                     | Motocicletta | Giri | Tempo     | Griglia | Punti |
| --- | -- | ------------------ | --------------------------- | ------------ | ---- | --------- | ------- | ----- |
| 1   | 74 | Daijirō Katō       | Telefonica Movistar Honda   | Honda        | 25   | 39:48.180 | 3       | 25    |
| 2   | 31 | Tetsuya Harada     | MS Aprilia Racing           | Aprilia      | 25   | +5.644    | 1       | 20    |
| 3   | 44 | Roberto Rolfo      | Safilo Oxydo Race           | Aprilia      | 25   | +8.518    | 11      | 16    |
| 4   | 99 | Jeremy McWilliams  | MS Aprilia Racing           | Aprilia      | 25   | +14.303   | 2       | 13    |
| 5   | 10 | Fonsi Nieto        | Valencia Circuit Aspar      | Aprilia      | 25   | +14.389   | 5       | 11    |
| 6   | 7  | Emilio Alzamora    | Telefonica Movistar Honda   | Honda        | 25   | +14.749   | 10      | 10    |
| 7   | 15 | Roberto Locatelli  | MS Eros Ramazzotti Racing   | Aprilia      | 25   | +17.546   | 4       | 9     |
| 8   | 37 | Luca Boscoscuro    | Campetella Racing           | Aprilia      | 25   | +37.456   | 17      | 8     |
| 9   | 8  | Naoki Matsudo      | Petronas Sprinta Yamaha TVK | Yamaha       | 25   | +50.872   | 15      | 7     |
| 10  | 18 | Shahrol Yuzy       | Petronas Sprinta Yamaha TVK | Yamaha       | 25   | +53.951   | 19      | 6     |
| 11  | 57 | Lorenzo Lanzi      | Campetella Racing           | Aprilia      | 25   | +1:00.113 | 13      | 5     |
| 12  | 46 | Tarō Sekiguchi     | Edo Racing                  | Yamaha       | 25   | +1:10.314 | 18      | 4     |
| 13  | 11 | Riccardo Chiarello | Aprilia Grand Prix          | Aprilia      | 25   | +1:34.981 | 26      | 3     |
| 14  | 16 | David Tomás        | By Queroseno Racing         | Honda        | 25   | +1:39.355 | 22      | 2     |
| 15  | 20 | Jerónimo Vidal     | PR2 - Damas                 | Aprilia      | 24   | +1 giro   | 21      | 1     |
| 16  | 23 | Cesar Barros       | Dark Dog Yamaha Kurz        | Yamaha       | 24   | +1 giro   | 25      |       |
| 17  | 55 | Diego Giugovaz     | MS Aprilia Racing           | Aprilia      | 24   | +1 giro   | 23      |       |
| 18  | 36 | Luis Costa         | Antena 3 Yamaha-d'Antin     | Yamaha       | 24   | +1 giro   | 28      |       |
| 19  | 14 | Katja Poensgen     | Shell Advance Honda         | Honda        | 24   | +1 giro   | 30      |       |
| 20  | 45 | Stuart Edwards     | Fujitsu Siemens             | Yamaha       | 24   | +1 giro   | 29      |       |

### Ritirati
| Nº | Pilota           | Squadra                     | Motocicletta | Giri | Griglia |
| -- | ---------------- | --------------------------- | ------------ | ---- | ------- |
| 6  | Alex Debón       | Valencia Circuit Aspar      | Aprilia      | 22   | 20      |
| 22 | David de Gea     | Antena 3 Yamaha-d'Antin     | Yamaha       | 18   | 16      |
| 96 | Mark Rowling     | Turramurra Cyclery Racing   | Yamaha       | 17   | 31      |
| 66 | Alex Hofmann     | Racing Factory              | Aprilia      | 14   | 7       |
| 50 | Sylvain Guintoli | Equipe de France - Scrab GP | Aprilia      | 14   | 14      |
| 95 | Shane Smith      | Allect Racing               | Honda        | 12   | 32      |
| 24 | Jason Vincent    | QUB Team Optimum            | Yamaha       | 1    | 24      |
| 21 | Franco Battaini  | MS Eros Ramazzotti Racing   | Aprilia      | 0    | 6       |
| 42 | David Checa      | Team Fomma                  | Honda        | 0    | 9       |
| 81 | Randy de Puniet  | Equipe de France - Scrab GP | Aprilia      | 0    | 12      |
| 9  | Sebastián Porto  | Dark Dog Yamaha Kurz        | Yamaha       | 0    | 8       |

### Non partiti
| Nº | Pilota         | Squadra           | Motocicletta | Griglia |
| -- | -------------- | ----------------- | ------------ | ------- |
| 97 | Joshua Brookes | RGV Spares        | Yamaha       | 27      |
| 5  | Marco Melandri | MS Aprilia Racing | Aprilia      | 33      |

### Non qualificati
| Nº | Pilota       | Squadra       | Motocicletta |
| -- | ------------ | ------------- | ------------ |
| 93 | Earl Lynch   | Impact Racing | Yamaha       |
| 94 | Terry Carter | RGV Spares    | Yamaha       |

## Classe 125

### Arrivati al traguardo
| Pos | Nº | Pilota               | Squadra                  | Motocicletta | Giri | Tempo     | Griglia | Punti |
| --- | -- | -------------------- | ------------------------ | ------------ | ---- | --------- | ------- | ----- |
| 1   | 41 | Yōichi Ui            | L & M Derbi              | Derbi        | 23   | 38:14.688 | 3       | 25    |
| 2   | 54 | Manuel Poggiali      | Gilera Racing            | Gilera       | 23   | +4.709    | 1       | 20    |
| 3   | 24 | Toni Elías           | Telefonica Movistar jnr  | Honda        | 23   | +4.743    | 17      | 16    |
| 4   | 4  | Masao Azuma          | Liegeois Competition     | Honda        | 23   | +4.938    | 14      | 13    |
| 5   | 9  | Lucio Cecchinello    | MS Aprilia LCR           | Aprilia      | 23   | +4.974    | 2       | 11    |
| 6   | 15 | Alex De Angelis      | Matteoni Racing          | Honda        | 23   | +5.053    | 6       | 10    |
| 7   | 26 | Daniel Pedrosa       | Telefonica Movistar jnr  | Honda        | 23   | +5.562    | 11      | 9     |
| 8   | 11 | Max Sabbatani        | Bossini Fontana Racing   | Aprilia      | 23   | +5.881    | 21      | 8     |
| 9   | 34 | Eric Bataille        | Axo Racing               | Honda        | 23   | +9.506    | 23      | 7     |
| 10  | 23 | Gino Borsoi          | LAE - UGT 3000           | Aprilia      | 23   | +17.165   | 4       | 6     |
| 11  | 5  | Noboru Ueda          | FCC-TSR                  | TSR-Honda    | 23   | +17.289   | 5       | 5     |
| 12  | 73 | Casey Stoner         | Movistar Team            | Honda        | 23   | +17.372   | 19      | 4     |
| 13  | 29 | Ángel Nieto Jr       | Viceroy Team             | Honda        | 23   | +18.361   | 10      | 3     |
| 14  | 39 | Jaroslav Huleš       | Matteoni Racing          | Honda        | 23   | +18.375   | 12      | 2     |
| 15  | 20 | Gaspare Caffiero     | Bossini Fontana Racing   | Aprilia      | 23   | +18.447   | 16      | 1     |
| 16  | 7  | Stefano Perugini     | Italjet Racing           | Italjet      | 23   | +19.742   | 8       |       |
| 17  | 17 | Steve Jenkner        | LAE - UGT 3000           | Aprilia      | 23   | +26.857   | 18      |       |
| 18  | 8  | Gianluigi Scalvini   | Italjet Racing           | Italjet      | 23   | +26.892   | 15      |       |
| 19  | 18 | Jakub Smrž           | Budweiser Budvar Hanusch | Honda        | 23   | +26.916   | 20      |       |
| 20  | 22 | Pablo Nieto          | L & M Derbi              | Derbi        | 23   | +31.486   | 26      |       |
| 21  | 21 | Arnaud Vincent       | Team Fomma               | Honda        | 23   | +31.819   | 9       |       |
| 22  | 19 | Alessandro Brannetti | Team Crae                | Aprilia      | 23   | +35.783   | 30      |       |
| 23  | 31 | Ángel Rodríguez      | Valencia Circuit Aspar   | Aprilia      | 23   | +35.998   | 13      |       |
| 24  | 12 | Raúl Jara            | MS Aprilia LCR           | Aprilia      | 23   | +42.581   | 24      |       |
| 25  | 10 | Jarno Müller         | PEV-Spalt-ADAC Sachsen   | Honda        | 23   | +49.404   | 28      |       |
| 26  | 91 | Jay Taylor           | Taylor Racing            | Honda        | 23   | +49.494   | 29      |       |
| 27  | 25 | Joan Olivé           | Telefonica Movistar jnr  | Honda        | 23   | +54.747   | 22      |       |
| 28  | 28 | Gábor Talmácsi       | Racing Service           | Honda        | 23   | +1:13.148 | 27      |       |
| 29  | 37 | William De Angelis   | Racing Service           | Honda        | 23   | +1:13.174 | 31      |       |

### Ritirati
| Nº | Pilota          | Squadra                         | Motocicletta | Giri | Griglia |
| -- | --------------- | ------------------------------- | ------------ | ---- | ------- |
| 16 | Simone Sanna    | Safilo Oxydo Race               | Aprilia      | 22   | 7       |
| 92 | Peter Galvin    | Tech. M/C Clothing - JBD Racing | Honda        | 14   | 33      |
| 94 | Cath Thompson   | Team eServ                      | Honda        | 12   | 34      |
| 6  | Mirko Giansanti | Axo Racing                      | Honda        | 11   | 25      |
| 77 | Adrián Araujo   | Liegeois Competition            | Honda        | 1    | 32      |

### Non qualificato
| Nº | Pilota        | Squadra                         | Motocicletta |
| -- | ------------- | ------------------------------- | ------------ |
| 93 | Andrew Brooks | Tech. M/C Clothing - JBD Racing | Honda        |